# Heiligenbild

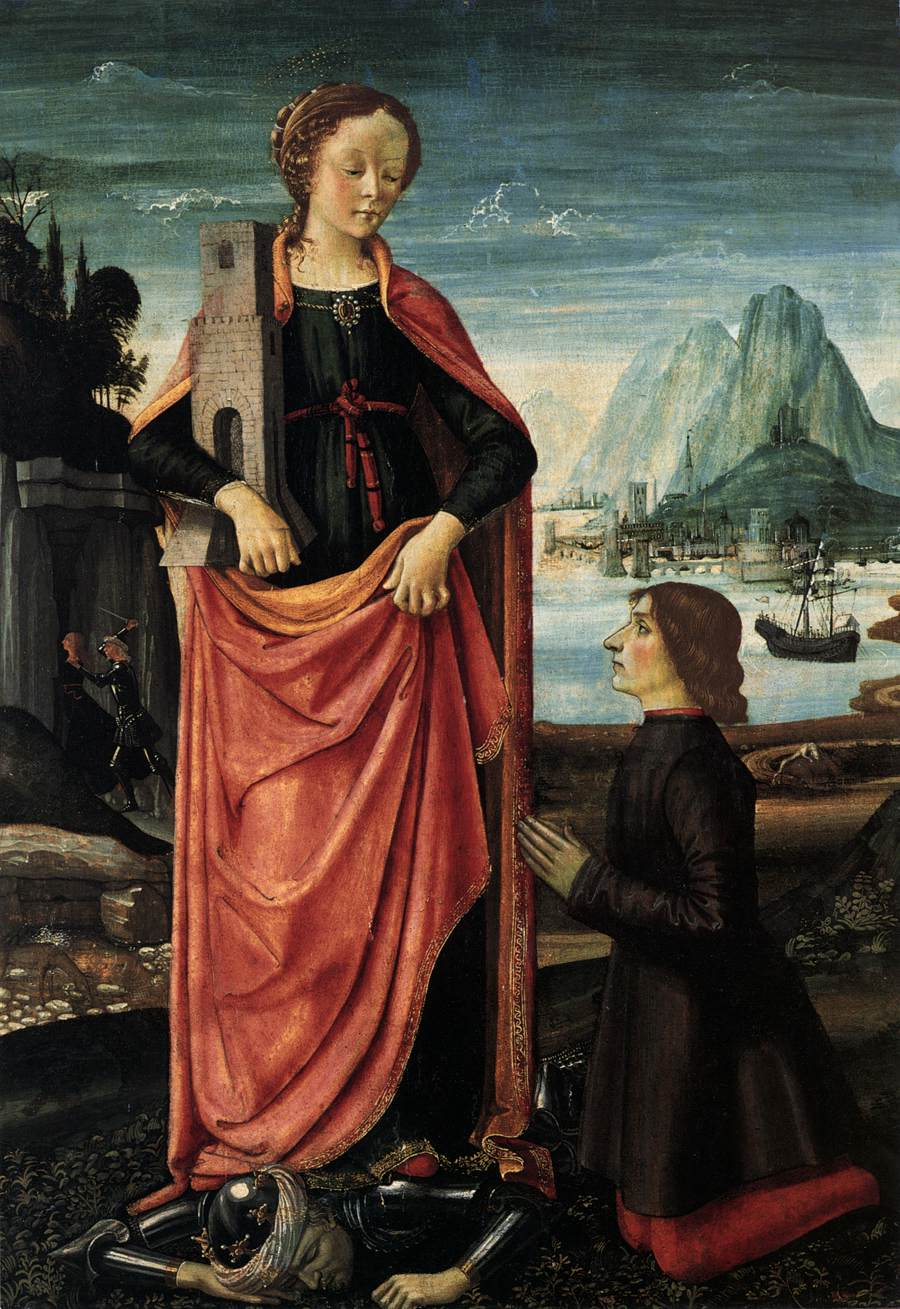
Domenico Ghirlandaio – hl. Barbara (um 1473)

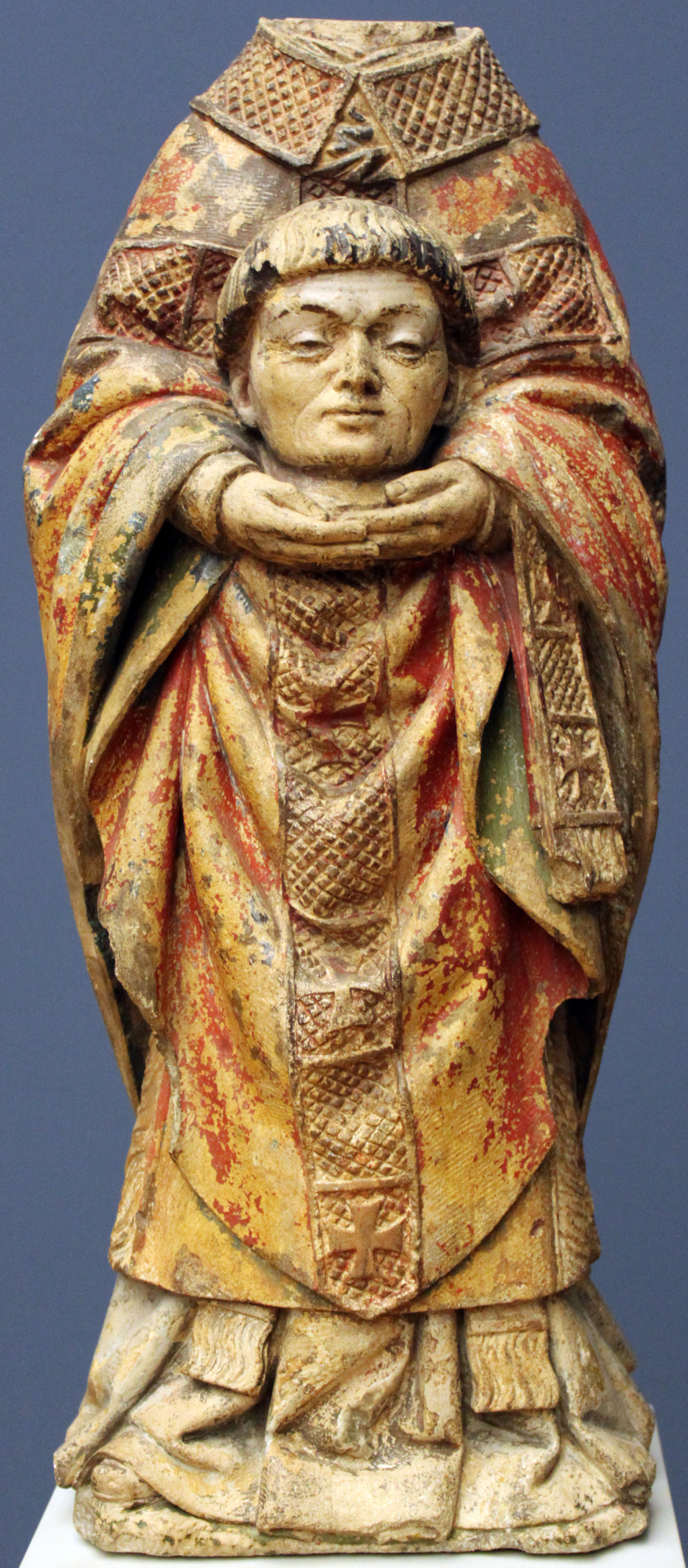
Antoine Le Moiturier – hl. Dionysius (um 1460)

Das zur sakralen Kunst gehörende Heiligenbild ist seit frühchristlicher Zeit nachweisbar. Die Bilder und Darstellungen Heiliger zählen zu den Devotionalien. Zeitlich deutlich nach den gemalten Heiligenbildnissen gab es auch geschnitzte, gewebte und gestickte sowie figürliche Darstellungen.

## Malerei
Die ältesten nachweisbaren Heiligenbilder fand man als Wandmalereien in Katakomben und frühchristlichen Basiliken. Später wurden Heilige auch auf Tafelbildern wiedergegeben, besonders auf Altarbildern von Altären, die am Grab eines Märtyrers errichtet wurden.
Seit dem Frühmittelalter waren die Kirchenväter bemüht, das Gedenken der Heiligen in Codices, also in Schriftrollen in Bildform festzuhalten. Eine frühe Tradition der Malerei von Heiligenbildern, bestand in der Ostkirche in Form der Ikonen. Während der Zeit Ikonoklasmus oder Bildersturms wurden im 8. und 9. Jahrhundert viele dieser Bilder zerstört. Nach Beilegung des Bilderstreits nahm man die Herstellung von Ikonen wieder auf. Ikonen werden auch heute noch nach traditionellem Vorbild gemalt, vor allem in den Athosklöstern und in Russland.
Eine besondere Art der Darstellung von Glaubensgeheimnissen oder Heiligen ist das Altarbild.
Eine Variante des Heiligenbildes, die sich in der römisch-katholischen Kirche herausgebildet hat, ist das Andachtsbild. Frühe Formen sind als Holzschnitte oder Kupferstiche ausgeführt. Großer Beliebtheit erfreuen sich Heiligenbilder kleinen Formats („Heiligen-“ oder „Andachtsbildchen“ genannt), die meist in Gebetbücher eingelegt werden. Zudem wurden sie auch zur Illustration von Bibelausgaben verwendet.

## Skulptur
Deutlich später als gemalte Darstellungen sind Figuren von Heiligen aus Holz oder Stein (später auch Stuck). Sie entstanden – von wenigen Ausnahmen an gotischen Kathedralen abgesehen – erst ab dem ausgehenden Mittelalter und erleben ihre Blütezeit im Barock und im Historismus des 19. Jahrhunderts.

## Weiterführende Literatur
- Adolf Spamer: Das kleine Andachtsbild vom XIV. bis zum XX. Jahrhundert. F. Bruckmann, München 1930.